# Вулиця Чернишевського (Мелітополь)
Вулиця Чернишевского — вулиця у Мелітополі. Починається від Покровської вулиці, йде на південь і закінчується перехрестям з вулицею Пасова.

## Назва
Вулиця названа на честь Миколи Чернишевського — російського письменника та публіциста.
Поруч знаходяться 1-й, 2-й і 3-й провулки Чернишевського.

## Історія
14 лютого 1897 року вулиця згадується як Василівська. 25 жовтня 1921 року була перейменована на вулицю Скрипніка. Десь між 1934 і 1939 роками змінила назву на вулицю Чернишекського. Ця ж назва залишалась у вулиці під час німецької окупації 1941—1943 років.